# Système kinine-kallikréine
Le système kinine-kallikréine ou simplement système kinine est un système mal délimité de protéines sanguines qui joue un rôle dans l’inflammation, le contrôle de la pression artérielle, la coagulation et la douleur. Ses médiateurs importants, la bradykinine et la kallidine sont des vasodilatateurs qui agissent sur de nombreux types de cellules.

## Historique
Le système a été découvert en 1909 (Abelous & Bardier) lorsque les scientifiques ont constaté que l’injection d’urine (à teneur élevée en kinines) entraînait une hypotension (basse pression artérielle). Les chercheurs Emil Karl Frey, Heinrich Kraut et Eugen Werle ont découvert le kininogène de haut poids moléculaire dans l’urine vers 1930.

## Membres
Le système se compose d’un certain nombre de grosses protéines, quelques petits polypeptides et d’un groupe d’enzymes qui activent et désactivent les composés.

### Protéines
Le kininogène de haut poids moléculaire (KHPM) et le kininogène de bas poids moléculaire (KBPM) sont des précurseurs des polypeptides. Ils ont une activité en eux-mêmes.
- KHPM est produit par le foie avec la prékallikréine (voir ci-dessous). Il agit principalement comme cofacteur sur la coagulation et l’inflammation, et il est dépourvu d’activité catalytique intrinsèque.
- KBPM est produit localement par de nombreux tissus, et sécrété avec la kallikréine tissulaire.

### Polypeptides
- La bradykinine (BK), qui agit sur le récepteur B2 et légèrement sur B1, est produite lorsque la kallikréine la libère du KHPM. C’est un nonapeptide avec la séquence d’acides aminés Arg-Pro-Pro-Gly-Phe-Ser-Pro-Phe-Arg.
- La kallidine (KD) est libérée du KBPM par la kallikréine tissulaire. C’est un décapeptide.

## Enzymes
- Les kallikréines (kallikréine tissulaire et plasmatique) sont des protéases à sérine qui libèrent les kinines (BK et KD) des kininogènes. La prékallikréine est le précurseur de la kallikréine plasmatique. Elle ne peut activer les kinines qu’après avoir été activée elle-même par le facteur XII ou d’autres stimuli.
- Les carboxypeptidases sont présentes sous deux formes : N circule et M est liée à la membrane. Elles enlèvent les résidus arginine au groupe terminal carboxy de BK et KD.
- L'enzyme de conversion de l'angiotensine (ECA), appelée également kininase II, inactive un certain nombre de médiateurs peptidiques, y compris la bradykinine. On la connaît mieux pour son activation de l’angiotensine.
- L'endopeptidase neutre désactive aussi les kinines et autres médiateurs.

## Pharmacologie
L’inhibition de l’ECA avec les inhibiteurs de l’ECA entraîne une diminution de l’angiotensine (un vasoconstricteur) mais aussi une augmentation de la bradykinine, en raison d’une baisse de la dégradation. Ceci explique pourquoi certains patients sous IEC développent une toux sèche et certains réagissent avec un angio-œdème, un gonflement dangereux de la tête et de la gorge.
Des hypothèses indiquent que bon nombre des effets bénéfiques des inhibiteurs de l’ECA sont dus à leur influence sur le système kinine-kallikréine. Cela englobe leurs effets sur l’hypertension artérielle, le remodelage ventriculaire (après un infarctus du myocarde) et éventuellement la néphropathie diabétique.

## Rôle dans la maladie
Les défauts du système kinine-kallikréine dans les maladies ne sont généralement pas reconnus. Le système fait l’objet de nombreuses recherches en raison de ses relations avec les systèmes de l’inflammation et de la pression artérielle.